# A Beautiful Lie (canção)
A Beautiful Lie é uma canção da banda estadunidense 30 Seconds to Mars. A canção foi lançada como o quarto single do segundo álbum A Beautiful Lie. Não foi lançado como single no Reino Unido.

## Vídeo
O vídeo é uma montagem de imagens do ambiente da Groelândia, entrelaçado com cenas da banda tocando na ponta de um iceberg, e tem a sensação ligeira de um documentário. Apenas os três membros restantes da banda (Jared Leto, o seu irmão Shannon Leto e Tomo Miličević) participam no vídeo, o baixista Matt Wachter não faz uma aparição, visto ter saído da banda antes das filmagens. O vídeo mostra a importância do aquecimento global, foi filmado em Agosto de 2007 e lançado internacionalmente em Janeiro de 2008, após vários adiamentos.
O vídeo rendeu à banda o prêmio "Video Star" no MTV Asia Awards 2008.

## Parada
| Ano  | Parada                            | Posição |
| ---- | --------------------------------- | ------- |
| 2007 | Canadian Hot 100                  | 27      |
| 2007 | U.S. Billboard Modern Rock Tracks | 37      |
| 2008 | Germany Singles                   | 91      |
| 2008 | Italy Singles Chart               | 16      |